# 尼泊爾航空航點

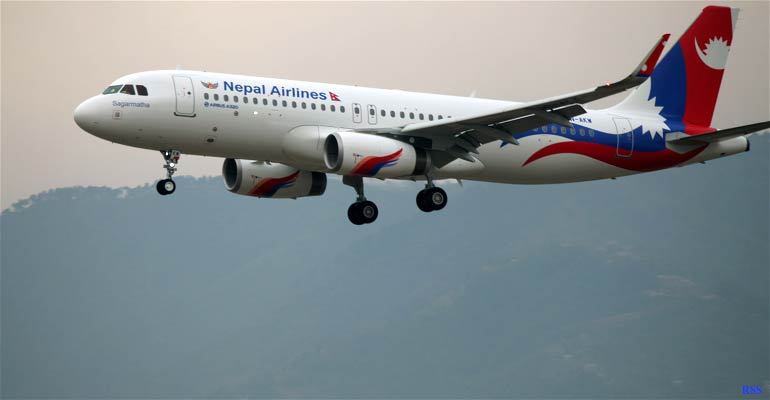
尼泊尔航空的空中巴士A320客機（機尾編號9N-AKW）

以下是尼泊尔航空的航點（截至2019年11月）
|  | 樞紐機場     |
|  | 未來開航航點 |
|  | 已停航航點   |